# Michał Rola-Żymierski
Michał Żymierski, kallad Rola, född 4 september 1890 i Kraków, död 15 oktober 1989 i Warszawa, var en polsk militär och politiker, marskalk av Polen 1945.

## Biografi
Michał Rola-Żymierski föddes som Michał Łyżwiński, men bytte efternamn till Żymierski efter att hans bror begått ett uppmärksammat rånmord i Kraków 1913. Han ledde en av Polska legionens brigader 1918, var stabschef för polska kåren i Ukraina under polsk-sovjetiska kriget 1919 och blev divisionschef 1920. Rola-Żymierski motsatte sig Józef Piłsudskis statskupp 1926, varför han avskedades ur armén och dömdes till fängelse. Han frigavs dock 1931, och gick i exil i Frankrike. 
Vid andra världskrigets 1939 utbrott återvände Rola-Żymierski till Polen och deltog från 1942 i den polska motståndsrörelsen. Åren 1944–1945 var han överbefälhavare för den med sovjetiskt stöd upprättade folkarmén, Armia Ludowa. Efter krigsslutet var han försvarsminister 1945–1949. Rola-Żymierski fängslades 1952, men frigavs 1955 och rehabiliterades året därpå.